# Dichotomius inflaticollis
Dichotomius inflaticollis là một loài bọ cánh cứng trong họ Bọ hung (Scarabaeidae).